# Altamont (New York)
Altamont is een plaats (village) in de Amerikaanse staat New York, en valt bestuurlijk gezien onder Albany County.

## Demografie
Bij de volkstelling in 2000 werd het aantal inwoners vastgesteld op 1737.
In 2006 is het aantal inwoners door het United States Census Bureau geschat op 1707, een daling van 30 (-1,7%).

## Geografie
Volgens het United States Census Bureau beslaat de plaats een oppervlakte van
3,1 km², geheel bestaande uit land. Altamont ligt op ongeveer 395 m boven zeeniveau.

## Plaatsen in de nabije omgeving
De onderstaande figuur toont nabijgelegen plaatsen in een straal van 16 km rond Altamont.